# Åbo Mekaniska Verkstads Ab
Åbo Mekaniska Verkstads Ab (finska: Turun Konepaja) var en verkstadsindustri som grundades 1874 i Åbo. Det låg på östra sidan av Aura å nära Korpolaisbacken och var inriktat på skeppsfartens behov.
Företaget gick i konkurs i slutet av 1890-talet. Dess verksamhet fortsatte i det av Carl Fredrik Junnelius nybildade Vulcan Ab, som 1924 fusionerade med Ab Crichton till Crichton-Vulcan, senare Wärtsilä Åbovarvet. Företaget har efterföljare i Pernovarvet och Åbo Reparationsvarv.